# González Anchorage
González Anchorage (spanisch Tenedero González) ist ein Naturhafen in der Gruppe der Duroch-Inseln vor der Trinity-Halbinsel im Norden der Antarktischen Halbinsel. Er liegt auf der Westseite der Kopaitic-Insel.
Teilnehmer der 2. Chilenischen Antarktisexpedition (1947–1948) kartierten die Bucht und benannten sie nach dem Expeditionsleiter Ernesto González Navarrete. Das Advisory Committee on Antarctic Names übertrug diese Benennung 1964 ins Englische.